# Lee Sung-keun
Lee Sung-keun 이성근 (nacido 1954) es un artista surcoreano.
Sus obras fueron expuestas a Paris en la occasion de una exposición de artistas coreanos en el Musée des Arts Décoratifs de Paris.

## Obras
Lee Sung-Keun es una figura mayor en el arte coreano de la actualidad. Su obra emblemática es el Human + Love + Light et fue ésta que se expuso en la exposición del Musée des Arts Décoratifs de Paris. 
Trazando una relación entre el hombre y la natura, la obra de Li es una ilustración del concept vital de la energía vital  气 (Qi), el cual cuenta con una omnipresencia en la culture artística asiática.
Sus piezas integran varias colecciones prestigiosas, tales que la des Museo Nacional de Arte Contemporáneo de Corea, el Triennale de Milano, ainsi que de la Embajada Coreana de Beijing.